# Vatica flavovirens
Vatica flavovirens là một loài thực vật thuộc họ Dipterocarpaceae. Đây là loài đặc hữu của Indonesia.